# Andrew Fisher
Andrew Fisher (Crosshouse, Ayrshire, Escòcia, 29 d'agost de 1862 – West Hampstead, Londres, Regne Unit, 22 d'octubre de 1928) va ser un polític australià i cinquè primer ministre en la història d'aquest país, en tres ocasions diferents. El govern laborista de Fisher de 1910 a 1913 va completar un vast programa legislatiu que ho convertiria, juntament amb el proteccionista Alfred Deakin, en el fundador de l'estructura estatutària de la nova nació. El llegat de reformes i desenvolupament nacional que van deixar els seus mandats va perdurar més enllà de les divisions que posteriorment apareixerien amb la Primera Guerra Mundial i les pressions de Billy Hughes per imposar l'allistament per al servei militar.
La segona etapa de govern de Fisher va representar en 1910 diverses fites: va ser la primera majoria absoluta d'un govern federal a Austràlia, la primera majoria en el Senat i la primera vegada al món que un partit laborista assolia la majoria de govern a nivell nacional. Al mateix temps, va representar la culminació de la participació dels laboristes en la política. Amb l'aprovació de cent tretze lleis, el govern de 1910 a 1913 va ser un període de reformes sense igual en la Mancomunitat de Nacions fins a la Dècada del 1940. Havent exercit durant un total de quatre anys i deu mesos, Fisher és el segon primer ministre laborista australià més durador, només superat per Bob Hawke.
El Partit Laborista va canviar de nom en 1912 a iniciativa de King O'Malley, passant de Labour a Labor.